# Heidemarie Bártová
Heidemarie Bártová (Checoslovaquia, 13 de mayo de 1965) es una clavadista o saltadora de trampolín checoslovaca especializada en trampolín de 1 metro, donde consiguió ser medallista de bronce mundial en 1991.

## Carrera deportiva
En el Campeonato Mundial de Natación de 1991 celebrado en Perth (Australia), ganó la medalla de bronce en el trampolín de 1 metro, con una puntuación de 449 puntos, tras la china Gao Min (oro con 478 puntos) y la estadounidense Wendy Lucero (plata con 467 puntos).